# Zbrodnia w Byczkowcach
Zbrodnia w Byczkowcach – zbrodnia dokonana przez nacjonalistów ukraińskich 14 lutego 1945 roku na około 100 polskich mieszkańcach wsi Byczkowce, położonej w byłym powiecie czortkowskim województwa tarnopolskiego.

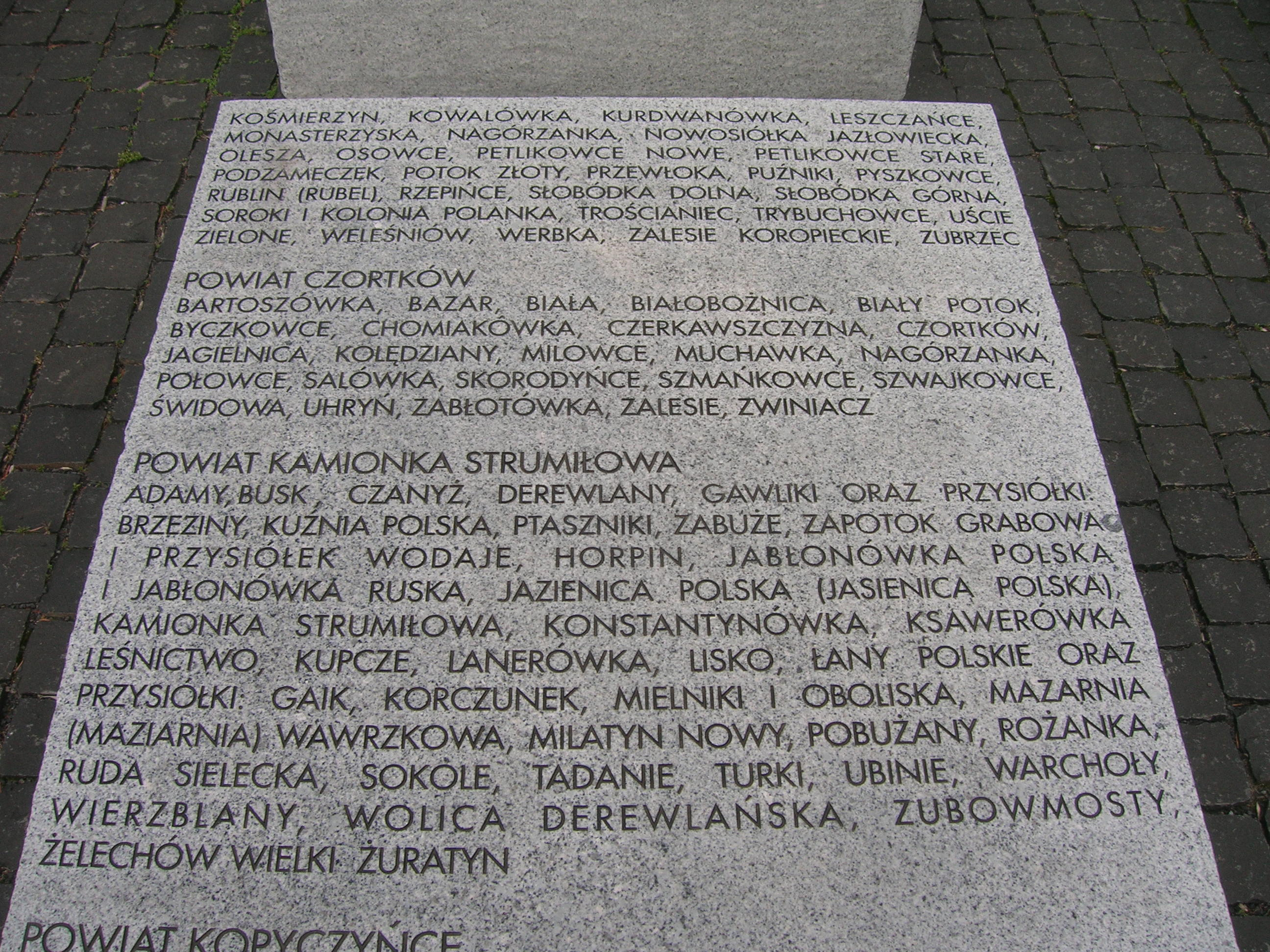
Tablica Pomnika ofiar zbrodni dokonanej na obywatelach polskich przez OUN-UPA wymieniająca Byczkowce

Byczkowce były wsią w większości zamieszkaną przez Polaków. 14 lutego 1945 roku miejscowość została zaatakowana przez grupę nacjonalistów ukraińskich, której liczebność oceniono na 600 osób. Pomimo stawienia zaciekłego oporu przez napadniętych, zostało zamordowanych około 100 Polaków a większość zabudowań spłonęła. Według sprawozdania Komitetu Ziem Wschodnich w napadzie brały udział ukraińskie dziewczęta, „które sierpami męczyły mordowanych, wybierając im oczy, obcinając uszy i nosy”. Po zbrodni część ludności wsi ewakuowała się do Czortkowa, Białobożnicy i Słobódki Dżuryńskiej.
W raporcie Berii do Stalina, Mołotowa i Malenkowa podano liczbę 39 ofiar tego napadu, „przede wszystkim kobiet i dzieci”. H. Komański i Sz. Siekierka przytaczają liczbę 111 Polaków z Byczkowiec, którzy stracili życie z rąk ukraińskich nacjonalistów w latach 1941–1946, wszystkich znanych z nazwiska. Listę zabitych opracował komitet organizacyjny budowy pomnika upamiętniającego mord w Byczkowcach z Siemianowa.
Ofiary zbrodni w Byczkowcach upamiętniła drewniana tablica umieszczona w kościele parafialnym w Nadolicach Wielkich odsłonięta 12 września 1993 roku staraniem byłych mieszkańców Byczkowiec i Potoku Białego. 10 września 2006 roku zastąpiono ją dwiema kamiennymi tablicami.